# Didymocrea sadasivanii
Didymocrea sadasivanii är en svampart som först beskrevs av T.K.R. Reddy, och fick sitt nu gällande namn av Kowalski 1965. Didymocrea sadasivanii ingår i släktet Didymocrea, ordningen Pleosporales, klassen Dothideomycetes, divisionen sporsäcksvampar och riket svampar.   Inga underarter finns listade i Catalogue of Life.